# ビュー (データベース)
関係データベースのデータベース言語SQL におけるビュー（英: view）とは、1つ以上の表（または他のビュー）から任意のデータを選択し、それらをカスタマイズして表したものである。関係データベースの関係モデルにおける関係の一種である導出関係に相当する。複数の表（基底関係）やビューのデータを関連付け、組み合せることができる。ビューで表示されるデータの選択条件を指定できる。
ビューは、実表と同じく行と列に編成されるが、実表とは異なりデータそのものは含まれない。ビューを使用すると、複数の表またはビューを1つの表であるかのように見ることができる。

## ビューの作成
ビュー作成の際に、以下のようにSQL文を記述する。（SELECTステートメントについて）
```
CREATE
 
VIEW
 
ビュー名
 
AS
 
SELECTステートメント
;

```

## ビューの削除
ビュー削除の際に、以下のようにSQL文を記述する。（DROPステートメントの詳細）
```
DROP
 
VIEW
 
ビュー名
;

```

## 標準規格として
標準SQL規格としては、SQL89から使用可能。SQL92ではCHECK OPTION、LOCAL、CASCADEの機能拡張が行なわれている。SQL99では更に機能強化が計られ、一定条件下でビューから実表のデータの更新が可能になった。なお、SQL89においては、ビューを作成できるものの、DROPステートメントが無いため削除できない。